# Túy đả kim chi
Túy đả kim chi là một bộ phim truyền hình do Trung Quốc sản xuất. Ở Việt Nam được trình chiếu trên kênh VTV1 (Đài Truyền hình Việt Nam) vào lúc 17h tất cả các ngày trong tuần.
Nội dung phim kể về một câu chuyện tình yêu dân gian vào thời nhà Đường giữa nàng Công chúa Thăng Bình (do Chae Rim đóng) với chàng công tử Quách Ái (do Trương Gia Huy thủ vai) - con trai của vị tướng xuất chúng Quách Tử Nghi.
Tên khác: Xin Zui Da Jin Zhi, Princess Sheng Ping, Princess Shengping, Taming of the Shrew.

## Nội dung
Tuý đả kim chi kể về nàng công chúa Thăng Bình, tính tình ngay thẳng và có một sở thích đặc biệt là đá cầu. Trong một lần xuất cung tìm thần tượng Tần Phong, Thăng Bình gặp phải Quách Aí, con thứ sáu của Phần Dương Vương Quách Tử Nghi. Do hiểu lầm Thăng Bình và Quách Ái vô tình trở thành oan gia, đối thủ của nhau.
Tính tình vui vẻ, thích làm chim hạc vân du khắp nơi nhưng là con trai của Phần Dương Vương nên Quách Ái buộc phải vào "Thượng Võ Đường" chịu sự huấn luyện nghiêm khắc. Thăng Bình vì muốn quen với Tần Phong nên giấu thân phận, gia nhập "Thượng Võ Đường" và gây ra hàng loạt truyện cười tại nơi vẫn được xem là nơi thâm nghiêm của những người học võ. Thăng Bình rất yêu quý Tần Phong, nhưng vì Tần Phong đã sớm có hôn ước nên nàng đau khổ vô cùng. Dù có hiềm khích trước đó nhưng Quách Ái luôn theo an ủi Thăng Bình và những lời quan tâm, cử chỉ chăm sóc đã dần dần làm trái tim Thăng Bình rung động. Phải nhờ đến sự giúp đỡ của bạn bè, Quách Aí mới hiểu được tình cảm của Thăng Bình. Sau nhiều gian nan, vua Đại Tông mới ban cho Quách Ái - Thăng Bình được chỉ hôn.
Không ngờ sau khi kết hôn, Quách Ái tình cờ gặp lại hồng nhan tri kỷ Lạc Hà. Vô tình, Thăng Bình phát hiện ra một sự thật khủng khiếp, Lạc Hà chính là tay sai của Tú Văn, con riêng của vua Đại Tông đang rắp tâm soán ngôi, chiếm đoạt giang sơn. Quách Ái, Thăng Bình, Tần Phong, Phần Dương Vương,... đã cùng nhau sợp sức vạch trần âm mưu của Tú Văn.

## Diễn viên
Chae Rim - công chúa Thăng Bình (Shengping)
Trương Gia Huy (Nick Cheung) - Quách Ái (Guo Ai)
Kiều Chấn Vũ - Tần Phong (Qin Feng)

## Khác
Với sự tham gia của Chae Rim, Tuý đả kim chi từng gây cơn sốt trên màn ảnh nhỏ tại Trung Quốc, Hàn Quốc và là tâm điểm chú ý của báo chí trong một thời gian dài.
Để vào vai Thăng Bình thành công, Chae Rim đã mất rất nhiều tuần học tiếng, cũng như trang bị cho mình những kiến thức lịch sử cần thiết. Chae Rim tâm sự: "Trong cùng một đoàn làm phim, mà bạn không hiểu được bạn diễn của mình nói gì thì thật khó mà thể hiện hết được những điều mà đạo diễn yêu cầu. Chính vì thế tôi đã phải ra sức học tiếng Trung cũng như dùng vốn tiếng Anh của mình để có thể nhập vai thật tốt".

## Chương trình liên quan
- Thăng Bình Công Chúa (1997)